# أندي هرتسوغ
أندي هرتسوغ (بالألمانية: Andreas Herzog)‏ مواليد 10 سبتمبر 1968 في فيينا، هو لاعب كرة قدم نمساوي سابق كان يلعب كلاعب وسط. سبق له أن لعب في كأس العالم لكرة القدم مع منتخب بلاده. لعب خلال مسيرته 468 مباراة سجل خلالها 104 أهداف.

## أندية لعب لها
- رابيد فيينا
- فيردر بريمين
- بايرن ميونخ
- لوس أنجلوس جلاكسي

## روابط خارجية
- أندي هرتسوغ على موقع الاتحاد الدولي (مؤرشف)  (الإنجليزية)
- أندي هرتسوغ على موقع الدوري الأمريكي (الإنجليزية)
- أندي هرتسوغ على موقع قاعدة بيانات كرة القدم.إي يو (الإنجليزية)
- أندي هرتسوغ على موقع بيانات كرة القدم. دي إي (الألمانية)
- أندي هرتسوغ على موقع ناشيونال فوتبول تيمز (الإنجليزية)
- أندي هرتسوغ على موقع عالم كرة القدم.نت (الإنجليزية)